# 亚洲门罗主义
亚洲门罗主义（日语：アジア・モンロー主義），是流行日本的泛亚主义的一種。效法美國的门罗主义，大日本帝国試圖在亚洲建立排他霸权，確立自力更生的自给自足区。亞洲門羅主義構成日本东亚新秩序和大东亚共荣圈的基础。
1898年11月，近衛篤麿发起“亚洲门罗主义”。第一次世界大战後，巴黎和会否定日本提出的種族平等議案。1924年，美国国会通过反日移民法案，日本國內主張組成亞洲同盟對抗美英的想法高漲。1924年11月28日，孙文在神户發表《大亚洲主义》演說，影響日本的泛亞主義思想，對英國殖民下的印度人同情，及戰間期日本的國際孤立，促成日本的泛亞主義與南進論，及“亞洲門羅主義”。
九一八事變後，亞洲門羅主義發展成對抗华盛顿体系的理論。1934年4月，时任日本外務省情报局局长的天羽英二的非公開談話，在西方视为“亚洲门罗主义宣言”而受到批评。